# Bessie Rayner Parkes

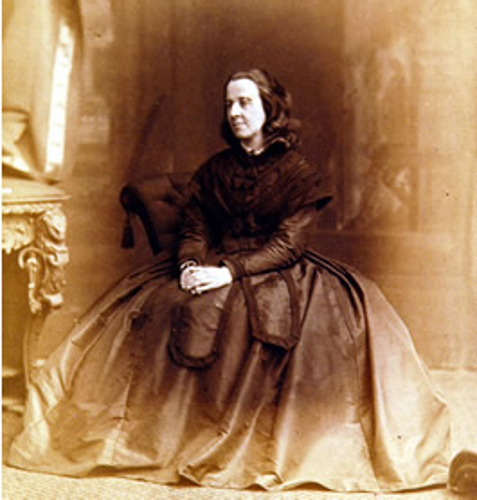
Bessie Rayner Parkes, ca. 1900

Elizabeth („Bessie“) Rayner Parkes, verheiratete Belloc (* 16. Juni 1829 in Birmingham, Warwickshire; † 23. März 1925 in Slindon, West Sussex), war eine der prominentesten britischen Feministinnen und Frauenrechtlerinnen im Viktorianischen Zeitalter sowie eine Dichterin, Essayistin und Journalistin.

## Leben
Bessie Rayner Parkes wurde als zweites Kind und einzige Tochter von Joseph Parkes (1796–1865), einem wohlhabenden Anwalt, und Elizabeth („Eliza“) Rayner Priestley (1797–1877), der Enkelin des Wissenschaftlers und unitarischen Pfarrers Joseph Priestley (1733–1804), geboren. Die Eltern hatten liberale Ansichten, sahen trotzdem für ihre Tochter eine eher traditionelle und konventionelle Erziehung vor. Die Mutter hegte nicht viel Sympathie für die feministischen Aktivitäten ihrer Tochter, stellte sich aber nie aktiv gegen sie; mit dem Vater hatte die Tochter beides, Gemeinsamkeiten in der Freiheit des Denkens und gelegentliche Auseinandersetzungen.
Ungewöhnlich für Mädchen ihrer Herkunft wurde Parkes im Alter von 11 Jahren auf ein fortschrittliches unitarisches Internat geschickt, ein Lebensabschnitt, den sie genoss. Parkes′ Leidenschaft für das Schreiben resultierte aus dem kultivierten Leben, dem sie als Kind ausgesetzt war, denn ihre Eltern waren begeisterte Kunstliebhaber. Autodidaktische Poesie war Parkes′ erste Leidenschaft, die sie später dazu brachte, ihre Talente für ihren Aktivismus zu nutzen.
Um 1846 freundete sich Parkes bei einem Aufenthalt in Hastings mit Barbara Leigh Smith Bodichon an, die sie später als „die mächtigste Frau, die ich je gekannt habe,“ bezeichnen sollte. Die beiden Frauen waren eine Quelle gegenseitiger Bildung; sie lasen und reisten gemeinsam, und wenn sie getrennt waren, schrieben sie sich gegenseitig über das, was sie lasen. Parkes und Smith Bodichon entwickelten ein Bewusstsein für die ungerechte, widersprüchliche und teils absurde Situation der Frauen in Großbritannien bewusst. Nach einer gemeinsamen Europareise waren beide inspiriert, aktiv zu werden.
Eine erste Aktivität war am Anfang der 1850er Jahre der Einsatz für eine Neuregelung der restriktiven Eigentumsgesetze, die für verheiratete Frauen galten und die am Ende im Married Women’s Property Act 1870 geändert wurden. 1853 schlossen sie sich auch einer Gruppe an, die sich Committee for the Ladies′ Address to their American Sisters on Slavery nannte und Unterschriften für eine Anti-Sklaverei-Petition in den Vereinigten Staaten sammelte. Etwa zur gleichen Zeit begann Parkes, sich mit ihrem Essay Remarks on the Education of Girls für die Bildung junger Frauen einzusetzen. In diesem Aufsatz legte Parkes ihre Besorgnis darüber dar, dass Frauen nur wenige Berufe ergreifen konnten, und kritisierte die Gesellschaft dafür, wie wenig Macht Frauen im Vergleich zu Männern hatten. Parkes wies auch die Unterscheidung zwischen „Damen“ (ladies) und Frauen (women) zurück. Eine Dame der Mittelschicht wurde, sobald sie Geld verdienten (mit Ausnahme des Schreibens, Malens oder Unterrichtens), zur „Frau“. Erst gegen Ende des Jahrhunderts konnten Frauen eine Ausbildung erwerben und eine bezahlte Arbeit verrichten, ohne ihren sozialen Status zu verlieren. Frauen aus der Arbeiterklasse gehörten schon immer zur Arbeiterschaft, ob sie nun wollten oder nicht.
Parkes baute neben Smith Bodichon einen weiten literarischen und politischen Freundeskreis auf. Dazu gehörten George Eliot, Harriet Martineau, Anna Jameson, Elizabeth Barrett Browning, Robert Browning, Elizabeth Blackwell, Lord Shaftesbury, Herbert Spencer, Ralph Waldo Emerson, Elizabeth Gaskell, William Makepeace Thackeray, Elizabeth Garrett Anderson, John Ruskin, Henry Wadsworth Longfellow und Dante Gabriel Rossetti.
Parkes gehörte zu den Gründern und Hauptherausgeberin des English Woman’s Journal, das zur Drehscheibe die Frauenrechtsbewegung wurde und aus dem zahlreiche Ableger hervorgingen, wie die Society for the Promotion of the Employment of Women, die Victoria Printing Press (in der ausschließlich Frauen arbeiteten) und das Law-Copying Office. Das Journal wurde als Aktiengesellschaft gegründet, mit Leigh Smith als Hauptaktionärin und Parkes und Mary Hays als Mitherausgeberinnen. Es wurde für einen Schilling verkauft, und die Abonnenten hatten Anspruch auf einen Lese- und Sitzungsraum am Langham Place. Parkes war die wichtigste Einzelautorin des Journals, und ihre Ansichten prägten dessen Politik. Das English Woman’s Journal erschien zwischen 1858 und 1864 monatlich in London. Die Einstellung erfolgte sowohl aus finanziellen Gründen als auch aufgrund von Konflikten zwischen ihren Förderern und Hauptmitarbeitern.
Die Victoria Printing Press war ein Unternehmen, das Parkes 1860 gründete, um ihren Plan für die Ausbildung junger Frauen zu unterstützen. Da Parkes fest daran glaubte, dass alle jungen Frauen in irgendeiner Weise ausgebildet werden sollten, war die Druckerei für sie eine Möglichkeit, dieses Problem zu lösen. Parkes wusste selbst nicht, wie man druckt, als sie die Druckmaschine kaufte, also stellte sie einen Mann ein, der sie unterrichtete, und unterwies dann ihre Mitarbeiterinnen im Drucken. Die Druckerei druckte ab ihrer Gründung alle Ausgaben des English Woman’s Journal. Die Druckerei druckte auch The Transactions of the National Association for the Promotion of Social Science und andere Publikationen, die mit den Ansichten von Parkes, Smith und ihrem ausschließlich weiblichen Personal übereinstimmten.
1864 konvertierte Parkes zum Katholizismus. Mit zunehmendem Alter wurde Parkes gläubiger. Vergleicht man ihre frühen Gedichte mit ihren späteren Werken, so finden sich viele biblische Bezüge, die schon in ihrer Zeit als Unitarierin auftauchten, aber erst mit zunehmendem Alter stärker hervortraten. Sie verfolgte die Ereignisse in der Oxfordbewegung. Aber vor allem beeindruckte sie die soziale Arbeit der katholischen Nonnen. Sie kannte drei englische Kardinäle persönlich, die sie in ihren Schriften erwähnte.
Im Alter von 38 Jahren verliebte sich Bessie Rayner Parkes in einen Franzosen namens Louis Belloc, der seinerseits der Sohn einer berühmten Frau, Louise Swanton Belloc, war. Sie lernte ihren Mann auf einer Reise mit Smith Bodichon nach La Celle-Saint-Cloud kennen. Louis war nicht der gesündeste Mann, als sie sich kennenlernten, denn bei ihm wurde eine nicht näher bezeichnete Gehirnentzündung diagnostiziert. Die beiden heirateten am 19. September 1867 in der katholischen Kirche St. James in London. Ihre fünfjährige Ehe, die sie in Frankreich verbrachten und aus der zwei Kinder hervorgingen, wurde von ihrer Tochter in ihren Memoiren I, too, Have Lived in Arcadia (der Titel ist eine Anspielung auf Et in Arcadia ego) liebevoll geschildert. Die Familie erlebte den Deutsch-Französischen Krieg und war davon materiell stark betroffen. Nach dem Tod ihres Mannes, den sie nie wirklich überwand, zog Parkes zurück nach England. Ihre Kinder, Marie Adelaide Belloc Lowndes (1868–1947) und Hilaire Belloc (1870–1953), wurden auf unterschiedliche Weise zu bekannten Schriftstellern.
Parkes schrieb bis ins hohe Alter weiter und blieb eine scharfe Beobachterin von Politik und Gesellschaft. Nach ihrer Heirat und dem Tod ihres Mannes ließ ihre aktive Beteiligung an der organisierten Frauenbewegung jedoch nach. 1896 reiste sie mit ihrem Sohn in die Vereinigten Staaten und schrieb weiter. In den letzten 30 Jahren ihres Lebens veröffentlichte Parkes fünf weitere Werke.
Sie starb im Jahr 1925 im Alter von 95 Jahren und wurde auf dem Friedhof der St. Richard of Chichester Church in Slindon begraben. Bei ihrem Tod hinterließ Parkes in ihrem Testament die erhebliche Summe von 3.688 Pfund (nach heutigen Maßstäben mehr als eine Viertelmillion Euro).

## Werke
Bessie Rayner Parkes veröffentlichte vierzehn Bücher: Gedichte, Essays, Biografien, Memoiren, Reisen und Kinder- und Jugendliteratur sowie eine Broschüre über die Rechte der Frauen und Dutzende von Artikeln. Poems war dabei Parkes' erstes Buch, das veröffentlicht wurde. Es enthielt 66 Gedichte, von denen die meisten zum Thema Natur geschrieben waren. Viele davon waren auf die Anregungen zurückzuführen, die Parkes auf ihrer Europareise mit ihrer lebenslangen Freundin Leigh Smith im Jahr 1850 erhielt.
unter dem Namen Parkes
- Poems. John Chapman, London 1852.
- Summer Sketches and Other Poems. John Chapman, London 1854.
- Remarks on the Education of Girls, with Reference to the Social, Legal, and Industrial Position of Women in the Present Day. John Chapman, London 1854 (anonym) / 1856.
- Gabriel: A Poem. John Chapman, London 1856.
- The History of our Cat Aspasia. Bosworth and Harrison, London 1856. Mit Illustrationen von Annie Leigh Smith.
- Ballads and Songs. Bell & Daldy, London 1863.
- Essays on Woman’s Work. Alexander Strahan, London 1865.
- Vignettes: Twelve Biographical Sketches. Alexander Strahan, London 1866.

unter dem Namen Parkes-Belloc
- La Belle France. Dalby, Isbister & Co., London 1877.
- Peoples of the World Cassell Petter & Galpin, Paris [1870].

unter dem Namen Belloc
- In a Walled Garden. Ward & Downey, London 1895.
- A Passing World. Ward & Downey, London 18957.
- Historic Nuns. Duckworth, London 1898.
- The Flowing Tide. Sands & Co., London 1900.
- In Fifty Years. Sands & Co., London 1904.